# Улица Богдана Хмельницкого (Харьков)
Улица Богдана Хмельницкого — улица в Основянском районе Харькова.

## История
Появление улицы относят к концу XVIII – началу XIX века. Она соединила тогдашнюю Старомосковскую улицу (ныне Проспект Героев Харькова) и Конную площадь (ныне Площадь Защитников Украины). Сначала улица носила название «Конская». На плане Харькова 1887 года она показана под названием «Конная»; по ней проходит конно-железнодорожная городская дорога. В 1925 году получила имя Евгении Бош. В 1953 году была переименована в улицу Богдана Хмельницкого.

## Здания
- Дом № 4. Бывшее уездное земство, арх. О. И. Алексеев, М. В. Васильев, 1912 г. Здесь находится прокуратура Харьковской области.
- Дом № 12. Бывшая казарма, арх. М. И. Дашкевич, 1913 г.
- Дом № 13. Основянский территориальный центр социального обслуживания города Харькова.
- Дом № 17. Бывший доходный дом, арх. С. П. Тимошенко, 1913 г. Ныне здесь находится ГУ Государственной фискальной службы Украины в Харьковской области.
- Дом № 18. Жилой дом (собственный) архитектора В. Х. Немкина, 1889—1892 гг.
- Дом № 24. Бизнес-центр «Протон».
- Дом № 26. Жилой дом, арх. В. Х. Немкин, XIX век.
- Дом № 27. Бывшая фабрика сельскохозяйственных машин Эрнеста Мельгозе, XIX век.
- Дом № 29. Харьковский радиозавод «Протон».